# Stefan Buchner

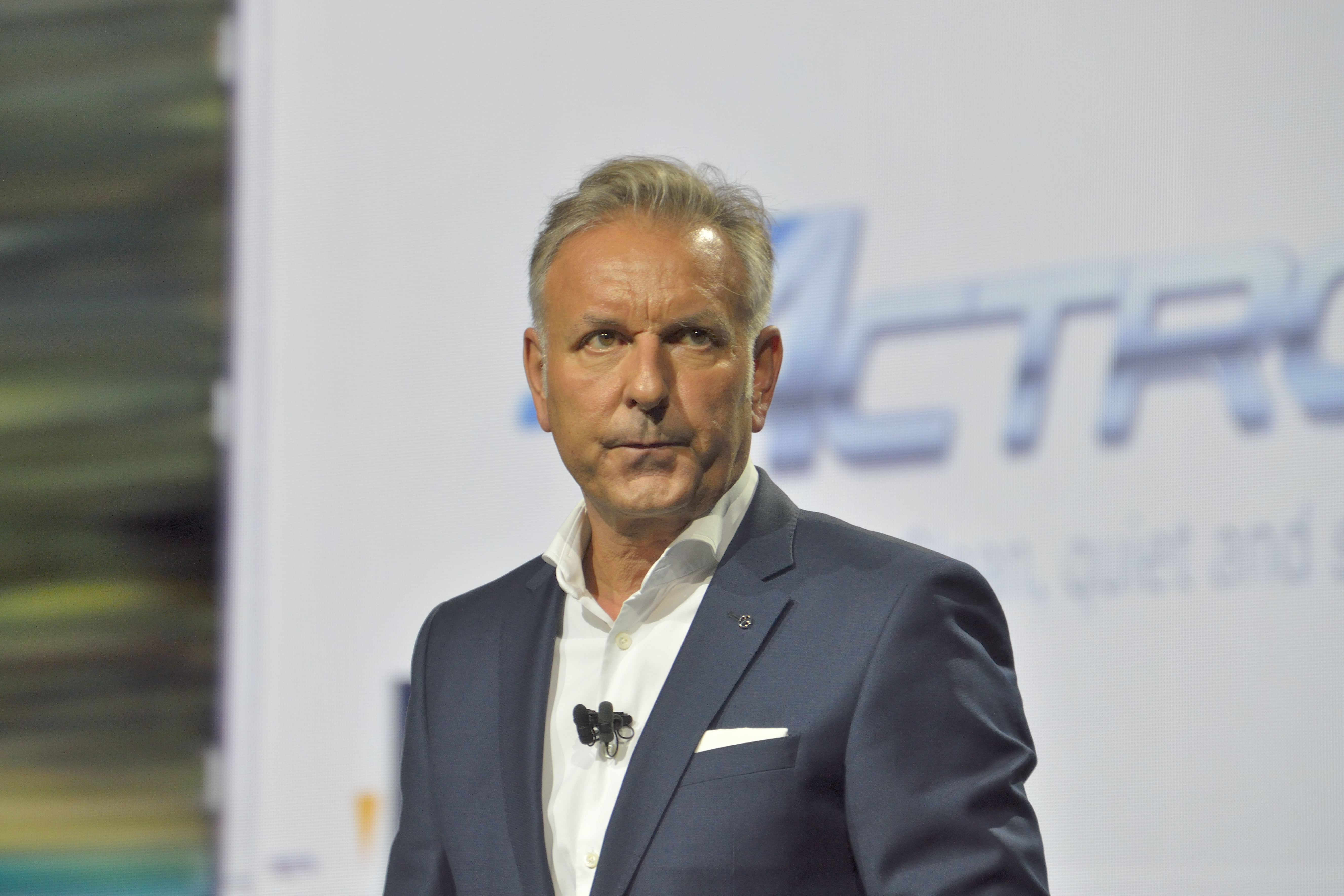
Stefan Buchner (2018)

Stefan E. Buchner (* 18. Januar 1960 in Stuttgart) ist ein deutscher Wirtschaftsingenieur und war bis September 2020 Mitglied des Bereichsvorstandes von Daimler Trucks. 

## Leben
Stefan Buchner war Vorstandsmitglied bei Daimler Trucks und leitete den Bereich Mercedes-Benz Lkw. Nach der Schulzeit in Ludwigsburg absolvierte er eine Ausbildung zum Nachrichtengerätemechaniker bei der Deutschen Bundesbahn. Dem Erwerb der Fachhochschulreife folgte ein Studium im Wirtschaftsingenieurwesen an der Fachhochschule für Technik Esslingen (FHTE).
1986 begann Stefan Buchner seine berufliche Karriere als Zentraleinkäufer in der Zentralen Nachwuchsgruppe der damaligen Daimler-Benz AG. Anschließend übernahm er verschiedene Positionen im Bereich Einkauf Nichtproduktionsmaterial u. a. als Team- und Abteilungsleiter. 1995 wurde er Projektleiter des Bereichs Einkauf E-Klasse um ein Jahr später die Leitung der Abteilung Einkauf Interieur zu übernehmen. Im Jahr 1998 verantwortet er die Abteilung strategische Planung und Controlling Einkauf bei der damaligen DaimlerChrysler AG. Von 1999 bis 2000 trug Stefan Buchner die Bereichsleitung für Interieur/Exterieur, Komplettfahrzeuge PKW sowie Elektrik/Elektronik, Chassis und Komplettfahrzeuge PKW für jeweils ein Jahr. Anschließend übernahm er die Leitung des Bereichs Strategische Planung PKW Mercedes-Benz und das „Executive Automotive Committee“ bevor er 2002 für zwei Jahre als Leiter Global Procurement & Supply (Vice President) zur Mitsubishi Motors Corporation in Japan wechselte. Mit der Rückkehr nach Deutschland übernahm er die Leitung Einkauf Daimler Trucks und Daimler Buses (Vice President). Ab 2010 verantwortete er zusätzlich den Bereich Global Powertrain (weltweite Aggregate-Produktion) und Produktionsplanung.
Seit Januar 2013 war Stefan Buchner Leiter Mercedes-Benz Lkw. Im Oktober 2020 ging Buchner in den Ruhestand. Seine Nachfolgerin wurde die Schwedin Karin Rådström, die zuvor jahrelang als Managerin beim Konkurrenten Scania tätig gewesen war.

## Einzelnachweis
- "Karin Rådström übernimmt das Ruder" NKW Partner 04/2020; Seite 6
- Nachfolgerin von Stefan Buchner: Karin Radström wird Chefin von Mercedes-Benz Lkw; abgerufen am 22. Januar 2021

| Personendaten    | Personendaten                                       |
| ---------------- | --------------------------------------------------- |
| NAME             | Buchner, Stefan                                     |
| ALTERNATIVNAMEN  | Buchner, Stefan E.                                  |
| KURZBESCHREIBUNG | deutscher Wirtschaftsingenieur und Bereichsvorstand |
| GEBURTSDATUM     | 18. Januar 1960                                     |
| GEBURTSORT       | Stuttgart                                           |